# Khu tự quản (Chính quyền Dân tộc Palestine)
Khu tự quản (tiếng Ả Rập: هيئة محلية) là một đơn vị hành chính của chính quyền địa phương tương tự như một thành phố. Đơn vị hành chính này được thành lập sau sự thành lập của Bộ Chính quyền địa phương Chính quyền Dân tộc Palestine năm 1994. Tất cả các khu tự quản do Bộ Chính quyền địa phương chịu trách nhiệm phân chia và thành lập. Các ủy viên hội đồng khu tự quản và thị trưởng được bầu bởi cư dân của từng địa phương cụ thể. Các khu tự quản được chia thành bốn hạng tùy thuộc vào dân số và tầm quan trọng đối với tỉnh mà đơn vị đó trực thuộc.

## Loại khu tự quản
| Loại                                  | Số lượng | Tính chất | Chính quyền                                                                                  |
| ------------------------------------- | -------- | --- | -------------------------------------------------------------------------------------------- |
| Khu tự quản A Thành phố               | 14       | Các khu tự quản chính hoặc huyện lỵ của các tỉnh. Những địa phương này được coi là tương đương với thành phố.                                    | Hội đồng khu tự quản của họ bao gồm 13 thành viên và một chủ tịch ngoài thị trưởng được bầu. |
| Khu tự quản B Thành phố hoặc Thị trấn | 41       | Các khu tự quản có dân số hơn 8.000 người hoặc có lịch sử tồn tại lâu dài dưới hình thức các hội đồng địa phương đặt dưới sự quản lý của Israel. | Hội đồng khu tự quản của họ bao gồm 13 thành viên và một chủ tịch.                           |
| Khu tự quản C Thị trấn                | 47       | Các khu tự quản có dân số 4.000-8.000 người. Hầu hết được Chính quyền Dân tộc Palestine thành lập gần đây.                                       | Hội đồng khu tự quản gồm 11 người.                                                           |
| Khu tự quản D Xã                      | 220      | Các khu tự quản có dân số trên 1.000 người. | Hội đồng khu tự quản gồm 9 người.                                                            |
|                                       | 322      | |                                                                                              |